# Казанська (Ростовська область)
Казанська — станиця у Ростовській області, Росія.
Адміністративний центр Верхньодонського району Ростовської області й Казанського сільського поселення.
Населення — 4721 (2010 рік).

## Географія
Розташована на лівому березі Дону, вище Вешенської, на межі з Воронізькою областю. Саме вище за Доном поселення донських козаків. Розташована у північній частині Ростовської області за 360 км від Ростова-на-Дону.
У станиці розвідний міст через річку Дон.

## Історія
Дослідник області Війська Донського, посланець Петра I — Рігельман відносить заснування станиці до 1647 року. Після перемоги військ царя Івана Грозного над Казанським ханством, у якому вирішальну роль зіграли козаки, він віддав їм у володіння донські землі. Ці землі були багатими рибою, придатні для землеробства, виноградарства та торгівлі.
У 1690 році за рекомендацією Петра І донці вирішили перенести своє поселення вище течією Дону. Проте на теперішнє постійне місце станиця Казанська перейшла лише у 1740 році. Вона є однією з найдавніших на Дону. Свою назву отримала від колодязя — Козанця, що був розташований на лівому березі річки Дон, вище станиці.
Станиця відносилася до Донецького округу Області Війська Донського.

## Клімат
| Клімат Казанської                                                     | Клімат Казанської | Клімат Казанської | Клімат Казанської | Клімат Казанської | Клімат Казанської | Клімат Казанської | Клімат Казанської | Клімат Казанської | Клімат Казанської | Клімат Казанської | Клімат Казанської | Клімат Казанської | Клімат Казанської |
| Показник                                                              | Січ.              | Січ.              | Березень          | Кві.              | Травень           | Червень           | Липень            | Серп.             | Сен.              | Окт.              | Листоп.           | Дек.              | Рік               |
| Середня температура, °C                                               | -8,4              | -6,8              | -1                | 9,0               | 16,2              | 19,5              | 22,0              | 20,6              | 14,6              | 7,4               | 1,5               | -4,5              | 7,5               |
| Норма опадів, мм                                                      | 55,5              | 32,7              | 41,8              | 29,7              | 46,7              | 53,1              | 39,3              | 46,9              | 26,8              | 33,4              | 50,5              | 62,7              | 519,6             |
| --------------------------------------------------------------------- | ----------------- | ----------------- | ----------------- | ----------------- | ----------------- | ----------------- | ----------------- | ----------------- | ----------------- | ----------------- | ----------------- | ----------------- | ----------------- |
| Джерело: World Climate [Архівовано 19 грудня 2018 у Wayback Machine.] |                   |                   |                   |                   |                   |                   |                   |                   |                   |                   |                   |                   |                   |

## Населення

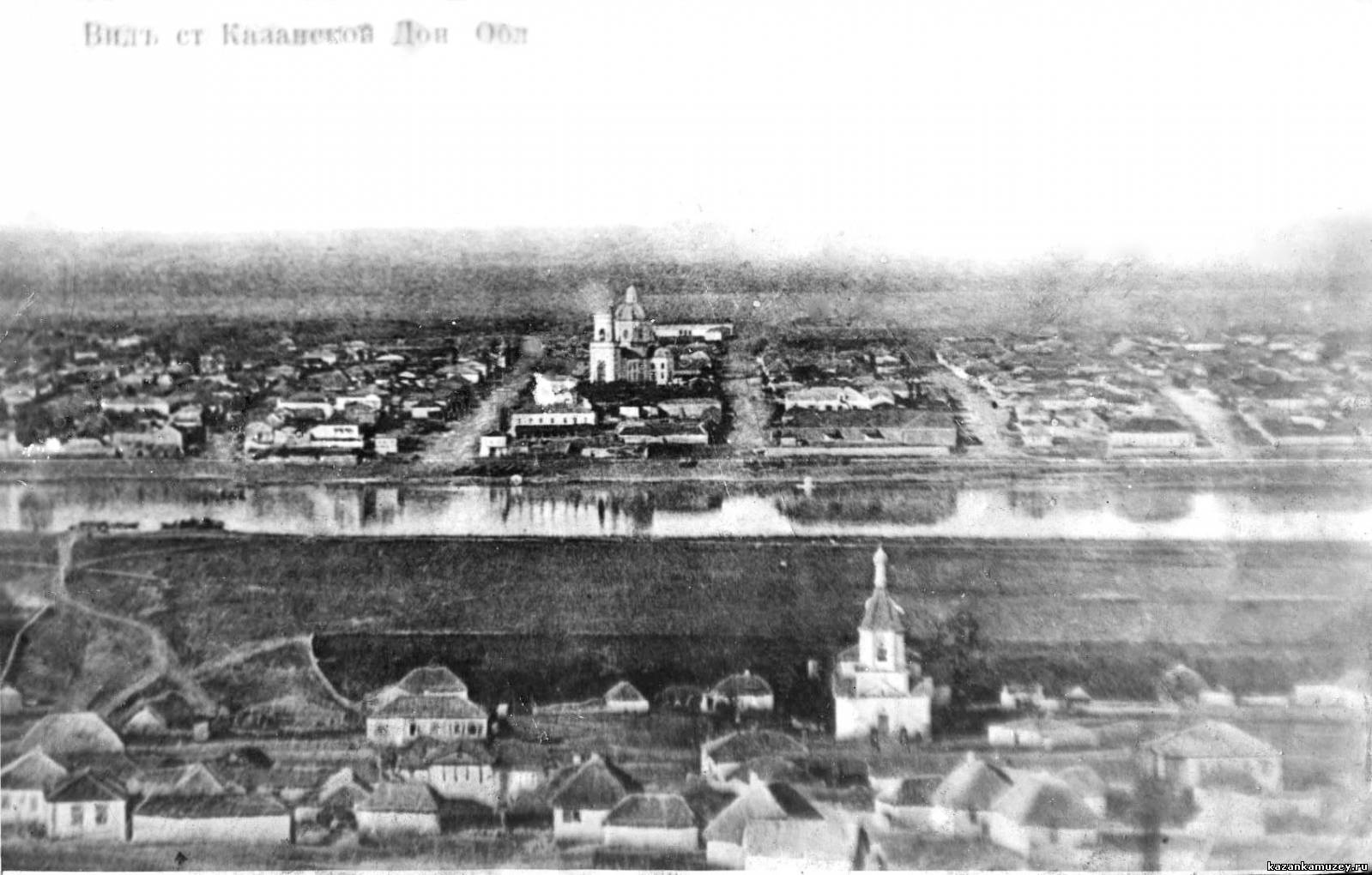
Вид на станицю Казанська, початок XX сторіччя

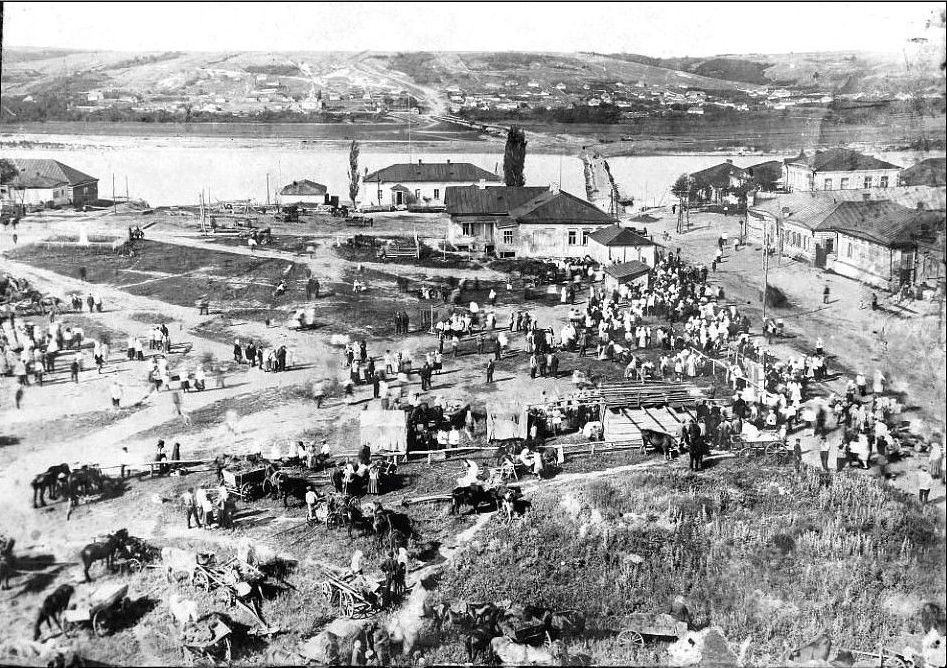
Базарний день, знімок з церкви у станиці Казанської, початок XX сторіччя

| Чисельність населення, осіб | Чисельність населення, осіб | Чисельність населення, осіб | Чисельність населення, осіб | Чисельність населення, осіб | Чисельність населення, осіб |
| 1959                        | 1970                        | 1979                        | 1989                        | 2002                        | 2010                        |
| --------------------------- | --------------------------- | --------------------------- | --------------------------- | --------------------------- | --------------------------- |
| 2 436                       | 3 779                       | 4 427                       | 5 215                       | 4 954                       | 4 721                       |

## Пам'ятки
- У станиці зберігся Свято -Троїцький храм,
- в центрі станиці розташовано парк, названий ім'ям Олександра Сергійовича Пушкіна.
- Пам'ятник невідомому солдату, присвячений воїнам, що загинули за німецько-радянської війни.
- Станичний Будинок культури.
- Пам'ятник Володимиру Леніну.

## Верхньодонський районний історико-краєзнавчий музей
Розташовано на березі річки Дон (вулиця Піонерська, 1). Поруч з будівлею музею розташована старовинна козацька фортеця (застава) з дозорною вежею, частоколом й чавунною гарматою, кам'яні ідоли й скульптури скіфської доби. У музеї виставлені предмети козацького побуту, видовбаний з суцільного стовбура дерева човен, зимові сані, старовинні меблі, посуд, зброю, одяг, світлини мешканців станиць та хуторів.
У залі археології представлені зразки пам'яток різних епох, починаючи з кам'яної доби і закінчуючи середньовіччям, поховання катакомбної культури з кам'яними знаряддями і курильницею. Усі представлені експонати — знаряддя праці первісної людини, ліпна кераміка, прикраси і зброя войовничих кочових племен, виявлені на території Верхньодонського району.
Значна частина експонатів вуличної експозиції присвячена ремеслам й домашньому господарству, ковальству, ткацькому ремісництву, сільському господарству та іншому.
Окремої уваги заслуговує експозиція «Подвір'я» з козацькою залогою — вежею, бастіоном з гарматою й тривожним дзвоном, вогнищем, конов'яззю й колодязем.